# Орора (округ Ері, Нью-Йорк)
Орора (англ. Aurora) — місто (англ. town) в США, в окрузі Ері штату Нью-Йорк. Населення — 13 943 особи (2020).

## Демографія
Згідно з переписом 2010 року, у місті мешкали 13 782 особи в 5493 домогосподарствах у складі 3725 родин. Було 5843 помешкання
Расовий склад населення:
| - 98,0 % — білих - 0,6 % — азіатів - 0,3 % — чорних або афроамериканців - 0,1 % — корінних американців |

До двох чи більше рас належало 0,8 %. Частка іспаномовних становила 1,0 % від усіх жителів.
За віковим діапазоном населення розподілялося таким чином: 22,8 % — особи молодші 18 років, 59,1 % — особи у віці 18—64 років, 18,1 % — особи у віці 65 років та старші. Медіана віку мешканця становила 45,3 року. На 100 осіб жіночої статі у місті припадало 92,7 чоловіків;  на 100 жінок у віці від 18 років та старших — 91,3 чоловіків також старших 18 років.
Середній дохід на одне домашнє господарство  становив 101 561 долар США (медіана — 76 453), а середній дохід на одну сім'ю — 120 099 доларів (медіана — 92 474). Медіана доходів становила 60 262 долари для чоловіків та 52 558 доларів для жінок. За межею бідності перебувало 7,4 % осіб, у тому числі 5,8 % дітей у віці до 18 років та 9,8 % осіб у віці 65 років та старших.
Цивільне працевлаштоване населення становило 7238 осіб. Основні галузі зайнятості: освіта, охорона здоров'я та соціальна допомога — 25,2 %, науковці, спеціалісти, менеджери — 13,0 %, виробництво — 11,1 %, мистецтво, розваги та відпочинок — 10,2 %.